# سعد غراب
سعد غراب (18 ديسمبر 1940 - 15 يوليو 1995) هو باحث في الحضارة العربية الإسلامية وأستاذ جامعي في الجامعة التونسية. عمل رئيسا للمجمع التونسي للعلوم والفنون والآداب بيت الحكمة من 1991 لغاية 1995. وعين مديراً مساعداً مسؤولاً عن الثقافة في المنظمة العربية للتربية والثقافة والعلوم (الألكسو) من 1994 لغاية 1995.

## النشأة والمسيرة
ولد سعد بن كيلاني بن الحبيب بن الحاج محمد غراب في غمراسن بتطاوين. وعيّن في منصب رئيس المجمع التونسي للعلوم والفنون والآداب - بيت الحكمة من 1 نوفمبر 1991 إلى 15 يوليو 1995. وعين مديرا مساعدا مسؤولا عن الثقافة في المنظمة العربية للتربية والثقافة والعلوم (الألكسو) من 4 يناير 1994 لغاية 15 يوليو 1995. وتوفي في 15 يوليو 1995 في المغرب بسكتة قلبية خلال الاجتماع السنوي لفريق الحوار الإسلامي المسيحي.

## أعماله
- رسالة في المنطق، مركز الأبحاث الاقتصادية والاجتماعية - الجامعة التونسية، 1989
- العامل الديني والهوية التونسية، الدار التونسية للنشر، 1990
- المختصر في المنطق، ابن عرفة (تحقيق)، المطبعة العصرية، تونس

## وصلات خارجية
- سعد غراب - الموقع الرسمي
- سعد غراب في الموسوعة التونسية
- سعد غراب في أرشيف المجلات الأدبية والثقافية العربية